# Combatiente (ejército)

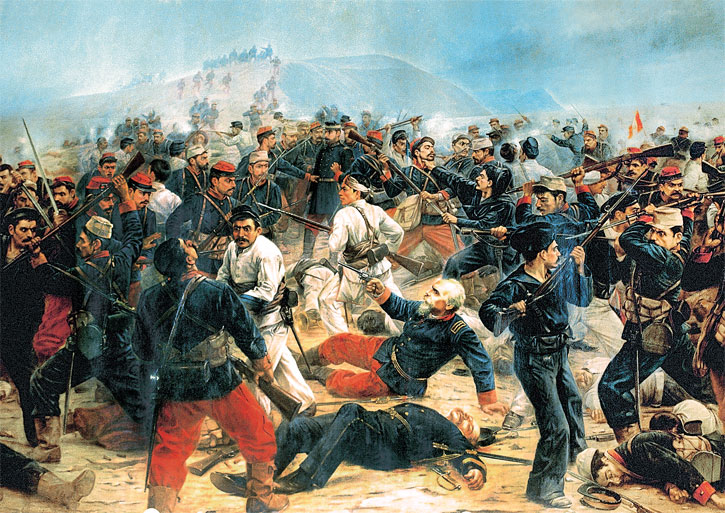
Combatientes de la Batalla de Arica (7 de junio de 1880). Pintura de Juan Lepiani expuesta en el Museo de los Combatientes de Arica.

En el ámbito militar, en términos generales, combatiente es sinónimo de soldado. Así se dice, por ejemplo, «un ejército de 50 000 combatientes». 
Concretando más el significado de la palabra, se aplica el calificativo de combatiente a los individuos o instituciones del ejército cuya misión principal es combatir, contribuyendo de un modo activo a la destrucción del enemigo. En este concepto se considera como combatiente al personal de las tres armas y el de los cuerpos de ingenieros y Estado Mayor, pero no el de los servicios auxiliares (administración, sanidad, etc.), por importantes que sean sus funciones.
Algunos tratadistas han propuesto dar la denominación de combatiente al individuo que en una guerra civil o insurreccional pelea observando las leyes y usos de la guerra, y tiene derecho, por consiguiente a ser tratado por el adversario con las mismas consideraciones, aunque no se le conozca la calidad de beligerante. «Los insurrectos no son beligerantes, pero serán considerados como combatientes si hacen uso de las armas conforme a las leyes de la guerra».